# Port lotniczy Szkodra
Port lotniczy Szkodra – port lotniczy zlokalizowany w albańskiej Szkodrze.